# DivX
A DivX a DivXNetworks Inc. által kifejlesztett videó kodek (mozgókép-tömörítési eljárás), amely főleg arról ismert, hogy képes jelentősen összetömöríteni terjedelmes videókat, és így az írásvédett DVD-k sokszorosításával és kereskedelmével kapcsolatos botrányokkal került az érdeklődés középpontjába. Az újabb DVD-lejátszók már képesek lejátszani a DivX-es filmeket is.
A DivX neve valójában „DivX ;-)”, tehát tartalmaz egy emotikont, amely egy gúnyos utalás az USA-ban megbukott DIVX DVD-kölcsönzési rendszerre.
Egy átlagos film a DVD-n 5-6 GB nagyságú, de DivX-szel akár 600 MB-ra is összetömöríthető, mely így már kényelmesen elfér egy CD-n is. A veszteség elhanyagolható, kivéve a gyors, pörgős, akciódús jeleneteket. Számos program látott napvilágot, amely arra szolgál, hogy DVD-ről egy DivX-es fájlba merevlemezre mentse, optikai tárolóra írja a DVD tartalmát (rippelés), amely ezután egy peer-to-peer hálózaton keresztül akár meg is osztható az interneten.
A video adatfolyamok ilyen nagymértékű tömörítését úgy érik el, hogy kihasználják az egymás után következő képkockák hasonlóságát. A képkocka tömörítése során pedig nemcsak egyszerűen egy Jpeg vagy JPG kódolást használnak, hanem úgy kódolják le az adott képkockát, hogy „ez olyan mint az előző képkocka, csak itt meg itt meg itt más”. Sőt, a jelenlegi képkockát a következőhöz is szokták viszonyítani, hisz ahhoz is valószínűleg nagyon hasonló. Ha két képkocka hasonló, akkor pedig azt kevesebb bittel le lehet írni, hogy miben különböznek. Ezt a módszert egyébként az MPEG szabványban írták le először.
A DivX;) 3.11-es vagy korábbi verziói a Microsoft MPEG-4-es kodekjének hackelt változatai, amelyeket egy Jerome Rota nevű francia hacker készített 1999 körül. A Microsoft kodek eredetileg az asf fájlok tömörítésére szolgált, amelyet később módosítottak az AVI formátumba való menthetőségre. 1998-tól 2002-ig, független fejlesztők számos szoftvereszközt alkottak, amelyek jelentősen emelték a DivX;) 3.11 kodek által készített videók minőségét. Az egyik ilyen figyelemre méltó program a Nandub, a VirtualDub egy módosítása, ami egy dupla kódolású ún. Smart Bitrate Control-t (SBC – Intelligens Bitrate Kontroll) alkalmaz, más hackelt kodekek mellett.
Később Rota cége, a DivXNetworks, Inc. készített egy jogtiszta verziót a kodekből (DivX 4) a jogi problémák elkerülése végett.
A DivX nem szabad szoftver (Free Software), és nem is nyílt kódú (Open Source). Létezett viszont a kodeknek egy nyílt forráskódú verziója, az OpenDivX, amelyből a ma XviD néven ismert nyílt forráskódú mozgókép-tömörítési eljárás kifejlődött.
A DivX formátum legfontosabb vetélytársai a licencelt mozgókép-tömörítési formátumok közül az Apple Computer Quicktime formátuma, a Microsoft Windows Media Videója és a Real Networks RealVideo formátuma.